# Matt Striker
Pour les articles homonymes, voir Kaye.
Matthew Kaye  (né le 26 juin 1974), plus connu par son nom de ring Matt Striker, est un commentateur et un ancien catcheur américain.
Principalement connu pour son travail à la World Wrestling Entertainment entre 2005 et 2013, il est actuellement le commentateur de la langue anglaise pour la Lucha Underground. Il est également le commentateur pour la langue anglaise pour les pay-per-views de la New Japan Pro Wrestling au Japon et de l'Asistencia Asesoría y Administración au Mexique.

## Carrière

### World Wrestling Entertainment (2006-2013)

#### ECW, Manager de Big Daddy V (2005-2008)
Après avoir été catcheur pendant quelques mois, il devient manager.
Lors du premier épisode de WWE SmackDown, en janvier 2008, il était l'arbitre spécial d'un match qui opposait Undertaker à Mark Henry, Undertaker était sur le point de remporter le match quand Matt Striker arrêta le décompte du tombé à 2 (alors qu'il s'arrête au compte de 3 habituellement) et sortait du ring, il n'y a pas eu d'autre arbitre, donc le match n'a pas eu de gagnant. À la suite de cela, Big Daddy V et Mark Henry entrent en rivalité contre l'Undertaker et Matt Striker est venu s'ajouter au conflit, cette rivalité s'arrêta lorsque Big Daddy V fut arrêté et que l'Undertaker entama une nouvelle rivalité contre Edge. Matt Striker était le manager de Big Daddy V à la ECW.

#### Commentateur (2008-2013)
En 2008, Striker fait ses débuts de commentateur le 12 août 2008 dans la division ECW avec Todd Grisham et ensuite avec Josh Mathews.
En 2009, il remplace Jim Ross et devient commentateur de WWE SmackDown avec Todd Grisham et en 2010 Michael Cole se rajoute au duo déjà formé. Puis, Josh Mathews remplace Todd Grisham.
En 2011, il se fait remplacer par Booker T.
Depuis 2009, Matt Striker commente WWE Superstars.
Depuis 2011 il commente The WWE Expérience en remplacement de Jack Korpela.
Matt Striker est désormais interviewer à NXT, où il est présent sur le ring lors des épreuves réalisées par les rookies. Il y annonce également les éliminés. Il réalise un face turn en présentant NXT.
Il apparaît le 20 mai 2011 à RAW, et organise un concours de danse entre Vickie Guerrero et Michael Cole.
De décembre 2011 à janvier 2012, Matt Striker à commenté NXT avec Josh Matthews. Le 3 janvier 2012, il s'est fait remplacer par William Regal.
Lors du NXT du 2 août, Matt Striker fait équipe avec Titus O'Neil et on remporter leur match contre Derrick Bateman et Darren Young. Lors du NXT du 9 août, Matt Striker perd contre Darren Young.Lors du NXT du 16 août, il perd à nouveau contre Darren Young. Lors du NXT du 13 septembre, Matt  Striker et William Regal perdent contre Darren Young et JTG.
Il a également participé, avec 40 autres catcheurs, à la bataille royale du Smackdown du 14 octobre, dont le vainqueur fut Randy Orton.
Lors d'un show de WWE NXT, Curt Hawkins tricha dans son match contre The Usos. L'arbitre ne l'ayant pas vu, Matt Striker tente d'intervenir pour faire changer la décision de l'arbitre. Curt Hawkins l'en empêche en le frappant.
Après il redevient interviewer de Raw et SmackDown . Lors du dernier Maint Event, il interview Kofi Kingston sur sa grande victoire sur The Miz et pour avoir remporté pour la quatrième fois de sa carrière le tire Intercontinental. Depuis Wrestlemania 28 il commente tous les pre show des pay per view.

#### Départ de la WWE (2013)
Le 20 juin 2013, le contrat de Matt Striker avec la WWE arrive à son terme, la fédération décide de ne pas le renouveler.[réf. nécessaire]

### Lucha Underground (2014-2018)
Il commente pour les États-Unis, avec l'ancien catcheur Vampiro, les shows télévisés de la Lucha Underground depuis que l'émission a été créée le 29 octobre 2014.

### Impact Wrestling (2020-2022)

#### Débuts, Commentateur et départ (2020-2022)
Le 22 août 2020, il fait ses débuts en tant que commentateur aux côtés de Don Callis à Xplosion.
Le 24 octobre 2020 à Bound For Glory, il commente le Countdown aux côtés de Don Callis et présente l'intronisation de Ken Shamrock au Hall of Fame.
Le 13 janvier 2021, Impact Wrestling annonce que Matt Striker et D'Lo Brown seront la nouvelle équipe de commentateurs à partir de Hard to Kill.
Le 5 janvier 2022, il quitte la compagnie.

## Palmarès
- Assault Championship Wrestling
  - 1 fois champion par équipes de la ACW (avec Scotty Charisma)

- Connecticut Championship Wrestling
  - 1 fois champion poids lourds de la CCW

- Dramatic Dream Team
  - 1 fois Ironman Heavymetalweight Championship[9]

- East Coast Wrestling Association
  - 1 fois champion par équipes de la ECWA (avec Ace Darling)
- High Impact Wrestling Canada
  - 1 fois HIW Wildside Provincial Championship
- LDN Wrestling
  - 1 fois LDN Wrestling Capital Championship

- New York Wrestling Connection
  - 1 fois champion poids lourds de la NYWC
  - 1 fois champion Interstate de la NYWC
  - 1 fois champion par équipes de la NYWC

- Premier Wrestling Federation
  - 8 fois champion par équipes de la PWF (avec Josh Daniels)

- Pro Wrestling Illustrated
  - n° 166 dans le classement 2006 PWI 500
  - n° 173 dans le classement 2007 PWI 500
- Pro Wrestling NOAH
  - NTV G+ Cup Junior Heavyweight Tag League Technique Award (2014) (avec Super Crazy)

- Total Professional Wrestling
  - 1 fois champion poids mi-lourds de la TPW
  - 1 fois champion par équipes de la TPW (avec Ric Flair)

- USA Pro Wrestling
  - 1 fois champion de New York de la USA Pro
  - 3 fois champion par équipes de la USA Pro (avec Simon Diamond (2) et Rahul Kay (1)

- World of Unpredictable Wrestling
  - 1 fois champion continental de la WUW

- World Wrestling Entertainment
  - Slammy Award : Meilleurs commentateurs de l'année (avec Todd Grisham)[10]

- Westside Xtreme Wrestling
  - 1 fois wXw World Tag Team Champion (avec Trent Barreta)